# Islam en Chine sous la dynastie Qing
 (mai 2022).
La mise en forme du texte ne suit pas les recommandations de Wikipédia : il faut le « wikifier ».
Les points d'amélioration suivants sont les cas les plus fréquents. Le détail des points à revoir est peut-être précisé sur la page de discussion.
- Les titres sont pré-formatés par le logiciel. Ils ne sont ni en capitales, ni en gras.
- Le texte ne doit pas être écrit en capitales (les noms de famille non plus), ni en gras, ni en italique, ni en « petit »…
- Le gras n'est utilisé que pour surligner le titre de l'article dans l'introduction, une seule fois.
- L'italique est rarement utilisé : mots en langue étrangère, titres d'œuvres, noms de bateaux, etc.
- Les citations ne sont pas en italique mais en corps de texte normal. Elles sont entourées par des guillemets français : « et ».
- Les listes à puces sont à éviter, des paragraphes rédigés étant largement préférés. Les tableaux sont à réserver à la présentation de données structurées (résultats, etc.).
- Les appels de note de bas de page (petits chiffres en exposant, introduits par l'outil «  Source ») sont à placer entre la fin de phrase et le point final[comme ça].
- Les liens internes (vers d'autres articles de Wikipédia) sont à choisir avec parcimonie. Créez des liens vers des articles approfondissant le sujet. Les termes génériques sans rapport avec le sujet sont à éviter, ainsi que les répétitions de liens vers un même terme.
- Les liens externes sont à placer uniquement dans une section « Liens externes », à la fin de l'article. Ces liens sont à choisir avec parcimonie suivant les règles définies. Si un lien sert de source à l'article, son insertion dans le texte est à faire par les notes de bas de page.
- La présentation des références doit suivre les conventions bibliographiques. Il est recommandé d'utiliser les modèles {{Ouvrage}}, {{Chapitre}}, {{Article}}, {{Lien web}} et/ou {{Bibliographie}}. Le mode d'édition visuel peut mettre en forme automatiquement les références.
- Insérer une infobox (cadre d'informations à droite) n'est pas obligatoire pour parachever la mise en page.

Pour une aide détaillée, merci de consulter Aide:Wikification.
Si vous pensez que ces points ont été résolus, vous pouvez retirer ce bandeau et améliorer la mise en forme d'un autre article.
Pendant la dynastie Qing (1644-1911), les dirigeants de la Chine sont des mandchous, et non des Han, et sont donc eux-mêmes une minorité en Chine. La dynastie Qing est témoin de cinq rébellions musulmanes ; la première et la dernière étant provoquées par des luttes intestines sectaires entre des ordres musulmans soufis rivaux.

## Révoltes anti-Qing

### Loyalistes Ming Musulmans
Lorsque la dynastie Qing envahi le territoire de la dynastie Ming en 1644, les loyalistes Ming du Gansu dirigés par les chefs musulmans Milayin et Ding Guodong déclenchent en 1646 une révolte contre les envahisseurs mandchous afin de les chasser et de faire monter Yanchang Zhu, le prince Ming du Sichuan, sur le trône en tant qu'empereur. Les loyalistes musulmans Ming sont soutenus par le sultan Sa'id Baba de Hami et son fils, le prince Turumtay,,. Ces révoltés musulmans sont rapidement rejoints par des Tibétains et des Chinois dans leur lutte contre les Qing. Après des combats acharnés et des négociations, un accord de paix est conclu en 1649. Milayan et Ding s'engagent nominalement à prêter allégeance aux Qing et reçoivent des titres en tant de membres de l'armée des Qing. Mais lorsque d'autres loyalistes affiliés aux Ming du sud reprennent le combat et que les Qing sont contraints de retirer leurs forces du Gansu pour les contrer, Milayan et Ding prennent de nouveau les armes et se rebellent contre les Mandchous. Les loyalistes musulmans Ming sont alors écrasés par les Qing et 100 000 d'entre eux, dont Milayin, Ding Guodong et Turumtay, sont tués au combat.
Ma Zhu (1640-1710), un savant musulman et confucéen qui fait partie du peuple Hui, lutte aux côtés des loyalistes Ming du sud contre les Qing. Zhu Yu'ai, le prince Ming de Gui, est accompagné de réfugiés Hui lorsqu'il s'enfuit de la province du Huguang pour rejoindre la frontière birmane en passant par la province du Yunnan. En signe de défi contre les Qing et de loyauté envers les Ming, ils ont changé leur nom de famille en Ming.

### Premières révoltes au Xinjiang, Shaanxi et Gansu
De 1755 à 1757, l'empereur Qianlong est en guerre contre le Khanat dzoungar, qui se trouve à la frontière nord-ouest de la Chine. Après leur victoire et la conquête de la Dzoungarie, les Qing tentent de diviser la région du Xinjiang en quatre sous-Khanats, chacun étant dirigé par un Khan subordonné à l'empereur. De même, les Qing choisissent des membres du clan Ak Taghliq, des Khojas du Turkestan oriental, pour devenir les souverains du bassin du Tarim, au sud des monts Tian Shan. Malgré cette volonté de s'appuyer sur des pouvoirs locaux, en 1758-59 des rébellions éclatent au nord et au sud des monts Tian Shan ; elles sont suivies, en 1765, d'un soulèvement dans l'oasis d'Ush, au sud du Lac Balkhach.
La rébellion d'Ush qui éclate en 1765 est la conséquence directe de l'action des pouvoirs locaux. Les premières années qui suivent la conquête, les fonctionnaires locaux nommés par les Qing, dont 'Abd Allah, le Hakim Beg de Ush, utilisent leur position pour extorquer de l'argent à la population locale. À cette époque également, le surintendant des Qing, Sucheng, et son fils enlèvent des femmes musulmanes et les gardent en captivité pendant des mois, au cours desquels elles sont victimes de viols collectifs,,,. Ces abus de pouvoirs irritent tellement la population musulmane locale qu'il a été rapporté que "les musulmans de Ush ont longtemps voulu dormir sur leurs peaux (de Sucheng et de son fils) et manger leur chair".
En conséquence, en 1765, lorsque Sucheng réquisitionne 240 hommes pour apporter des "cadeaux officiels" (l'équivalent d'un tribut versé au pouvoir central par les autorités locales) à Pékin, les esclaves porteurs et les habitants de la ville se révoltent. Abd Allah, Sucheng, les troupes de la garnison Qing de la ville et d'autres fonctionnaires Qing, sont massacrés et les rebelles s'emparent de la forteresse Qing. En réponse à la révolte, le pouvoir central envoie sur place une armée qui reprend la ville et assiège les rebelles dans le fort pendant plusieurs mois jusqu'à ce qu'ils se rendent. Les Qing exercent ensuite de cruelles représailles contre les rebelles en exécutant plus de 2 000 hommes et en exilant quelque 8 000 femmes,,,
En 1781, éclate au Gansu la révolte des Jahriyya, qui naît de la multiplication des violences entre deux confréries soufies appartenant à la tariqa Naqshbandiyya : les Jahriyya et leurs rivaux, les Khafiyya. À ceci se rajoute la mauvaise gestion, la corruption et l'attitude antimusulmane des responsables locaux Qing qui exacerbe les tensions locales. La révolte éclate lorsque Ma Mingxin, le fondateur de la confrérie Jahriyya, est arrêté pour mettre fin aux violences entre les sectes soufies. Ses fidèles tentent de le libérer de force, ce qui provoque son exécution immédiate. Les Jahriyya se révoltent alors,, et sont rejoints dans leur lutte par des Chinois, des Hui et des Dongxiang. Mais ils sont rapidement écrasés par les troupes Qing, qui bénéficient de l'aide des Khafiyya, ainsi que d'autres membres des communautés Hui et Dongxiang,. Les Jahriyya se révoltent à nouveau en 1784, mais sans plus de réussite qu'en 1781,.
Une nouvelle révolte éclate au début du XIXéme siècle dans la Kasgharie, et, comme celle de 1765, elle a lieu à la suite d'une recrudescence de sentiment anti-mandchou. Là aussi, on trouve une affaire de viol perpétré par un autre fonctionnaire mandchou, Binjing, qui, entre 1818 et 1820 agresse sexuellement la fille de Kokan aqsaqal, un politicien et membre éminent de la communauté musulmane locale. Les Qing cherchent alors à dissimuler les affaires de viol de femmes ouïgoures, afin d'éviter la propagation d'un sentiment anti-Mandchous au sein de la population locale. Cette politique est un échec, car la haine des Qing se répand dans la population et, en 1820, Jāhangīr Khoja, un membre de la branche "Āfāqī" des Khoja, lance une guerre sainte contre les Qing. Au début, il ne rencontre guère de succès , mais en 1825, Jāhangīr et sa petite troupe tendent une embuscade à un petit détachement chinois, dont la plupart des membres sont tués. Cette petite victoire incite les membres des tribus locales à se rallier aux troupes de Jāhangīr, qui se sent assez fort pour attaquer la ville de Kachgar en 1826. Il réussit à prendre la cité et fait exécuter le gouverneur local. Les troupes chinoises affectées à la protection de cette zone sont trop faibles pour arrêter l'attaque, qui se transforme en révolte générale dans les villes de Yangihissar, Yarkand et Khotan, où des civils chinois sont massacrés,. Pendant ce temps, Jāhangīr assiège la forteresse de Gulbagh avec l'aide de Madali Khan, le dirigeant du Khanat de Kokand, qui prend personnellement le commandement d'une armée de 10 000 hommes pour venir aider les révoltés. Après être resté 12 jours, le Khan rentre chez lui en laissant une partie de ses troupes sous le commandement de Jāhangīr. Le 27 août, après que les soldats Qing aient épuisé leurs réserves de nourriture, la forteresse de Gulbagh se rend à Jāhangīr.
Le pouvoir central riposte au printemps 1827, en envoyant un corps expéditionnaire de plus de 20 000 soldats combattre les Āfāqī Khoja et à la fin du mois de mars, ils ont récupéré tous les territoires perdus. Jāhangīr est capturé et emmené à Pékin où il est exécuté. Les Qing ont bénéficié de soutiens locaux dans leur lutte contre les Āfāqī Khoja. Tout d'abord celui des marchands Hui ainsi que des Ishāqi Khojas, les rivaux des Āfāqī qui s'opposent à la "débauche" et au "pillage" des troupes de Jāhangīr,,. Ils bénéficient également de l'aide des Dounganes, qui rejoignent les rangs de l'Armée de l'Étendard Vert et de la milice marchande qui défend Kashghar et Yarkand.
Pour protéger et défendre l'Altishahr contre de futures attaques, les Qing augmentent le nombre de soldats stationnés dans la région, reconstruisent les villes les plus à l'ouest et érigent des fortifications plus solides. Quant au Khanat de Kokand, il subit de lourdes sanctions commerciales, pour le punir d'avoir participé à la guerre sainte et pour avoir permis aux Āfāqī de se réfugier à Khokand.
Ces efforts sont inutiles, car dès l'année suivante, Yousouf Khoja, le frère aîné de Jāhangīr Khoja, reprend le combat, mais sans aide directe de Madali Khan, qui laisse ses généraux aider les révoltés sans pour autant les soutenir officiellement. Comme son frère avant lui, Yousouf s'empare de Kachgar en septembre 1830, puis, laissant ses alliés Kokandiens assiéger la forteresse de Gulbagh, il part avec le gros des troupes essayer de s'emparer de Yarkand,. Là, il est repoussé par les défenseurs de la ville qui refusent de sortir, préférant rester à l’abri des fortifications et pilonner à distance les rebelles avec leur artillerie. Incapable de s'étendre en réalisant de nouvelles conquêtes et ne bénéficiant d'aucune aide ni d'aucun renfort de la part des populations locales, la révolte de Yousouf et de ses alliés s'enlise. Tout prend fin lorsqu'une armée de 40 000 soldats Qing arrive sur place pour mater la révolte et à la fin du mois de décembre 1830, Yousouf et ce qu'il reste de ses hommes sont obligés de se replier à Kokand.
Prenant note de l'échec de leur politique de sanctions commerciales contre les autorités du Khanat voisin, les Qing signent un traité avec eux en 1832. Il permet de normaliser les relations diplomatiques entre les deux pays via une amnistie générale des partisans de la guerre sainte, des compensations financières pour compenser les pertes des marchands de Kokand, la levée des sanctions et la mise en place de taxes et tarifs préférentiels pour les marchandises venant de Kokand.
La dernière révolte des Khoja a lieu sous le règne de Wali Khan, un dirigeant connu pour ses excès en tout genre et l'assassinat du célèbre explorateur allemand, Adolf Schlagintweit. Wali Khan s'empare de la ville de Kachgar en 1857. Durant la période où il a le contrôle de la ville, outre son exécution d'Adolf Schlagintweit, la population locale est victime de nombreuses exactions. Ces violences donnent naissance à des légendes locales ; dont celle voulant qu'il ait tué tant de musulmans innocents, que quatre ou six minarets auraient été construits à partir des crânes des victimes (kala minara). Son règne prend fin lorsque, quatre mois après la prise de la ville, il est vaincu par les troupes Qing et est forcé de s'enfuir à nouveau à Kokand.

### Révolte des Panthay

drapeau de la révolte des Panthay

La révolte des Panthay dure de 1855 à 1873 et a lieu principalement dans la province du Yunnan, au sud-ouest du pays.
Cette révolte trouve ses racines dans la discrimination exercée par l'administration impériale chinoise à l'encontre des Hui. Même si tout commence à la suite d'un conflit entre des mineurs d'étain Han et Hui en 1853, les tensions entre les deux communautés existent depuis des décennies lorsqu'il survient. C'est ainsi qu'en 1845 a lieu un massacre de Hui par les responsables Han et Qing, qui dure trois jours. Le conflit entre les mineurs n'est donc que l'étincelle qui met le feu aux poudres.
Si la révolte commence en 1855, elle ne se généralise à tout le Yunnan qu'en 1856, après qu'un fonctionnaire mandchou, envoyé par le pouvoir central Qing pour réprimer la révolte dans la capitale provinciale de Kunming, organise un massacre de musulmans. Loin de calmer la situation, ce massacre provoque une insurrection multiethnique dans toute la province,. En 1856, les révoltés s'emparent de la ville de Dali, ancienne capitale du royaume du même nom, située dans l'ouest du Yunnan, qui devient leur base principale. c'est là que leur chef, Sulayman ibn `Abd ar-Rahman（1823-1872), connu sous le nom de Du Wenxiu, et né à Yongchang d'une famille chinoise Han convertie à l'Islam, fonde un sultanat connu sous le nom de sous le nom de Pingnan Guo (平南国 « La Nation Pacifiée du Sud »),.
Le nouveau sultan veut chasser les Mandchous hors de Chine et rétablir l'unité/égalité entre les Han et les Hui. En effet, même si les révoltés sont en majorité des musulmans, leur révolte n'est pas de nature religieuse, puisque les musulmans sont rejoints par des Shan et des Kakhyen et autres minorités locales non musulmanes. Un officier britannique présent sur place a témoigné que les musulmans ne se sont pas rebellés pour des raisons religieuses, et que les Chinois sont alors tolérants à l'égard des différentes religions et n'ont probablement pas provoqué la révolte en interférant avec la pratique de l'Islam. En outre, des troupes musulmanes loyalistes ont aidé les Qing à écraser les musulmans rebelles. La révolte de Du Wenxiu est dirigée contre les Qing, dont la politique de traitement distinct des Han et des Hui est jugée responsable des incidents et des massacres. Un des slogans des révoltés est "Privez les Qing mandchous de leur mandat de gouverner" (革命滿淸), et Wenxiu appelle les Han à aider les Hui à renverser le régime mandchou et à les chasser de Chine,. Du Wenxiu aurait résumé son programme de la manière suivante "notre armée a trois tâches : chasser les Mandchous, s'unir aux Chinois et chasser les traîtres". C'est cette ouverture et cet esprit anti-Qing qui expliquent que la révolte trouve des soutiens parmi les populations aborigèned de Chine et de Birmanie.
En 1867, Wenxiu occupe la moitié du Yunnan et tente de prendre Kunming en 1868, après avoir déjà essayé en vain en 1857, 1861 et 1863. Mais les Qing contre-attaquent à partir de 1869, en bénéficiant de l'aide d'artilleurs français, là où le sultanat ne peut compter que sur des troupes mal équipées et n'arrive pas à obtenir l'aide de l'Empire britannique. En 1872, le sultanat est vaincu et la cité de Dali reprise par les Qing après un long siège. Du Wenxiu tente de se suicider en ingérant du poison, mais avant que ce dernier ait eu le temps de faire effet, les Qing le trouvent et le décapitent. Sa tête, conservée dans du miel, est envoyée à Pékin pour témoigner de l'ampleur de la victoire. Finalement la rébellion des Panthay a fait un million de victimes,.

### Révolte des Dounganes

#### Shaanxi et Gansu

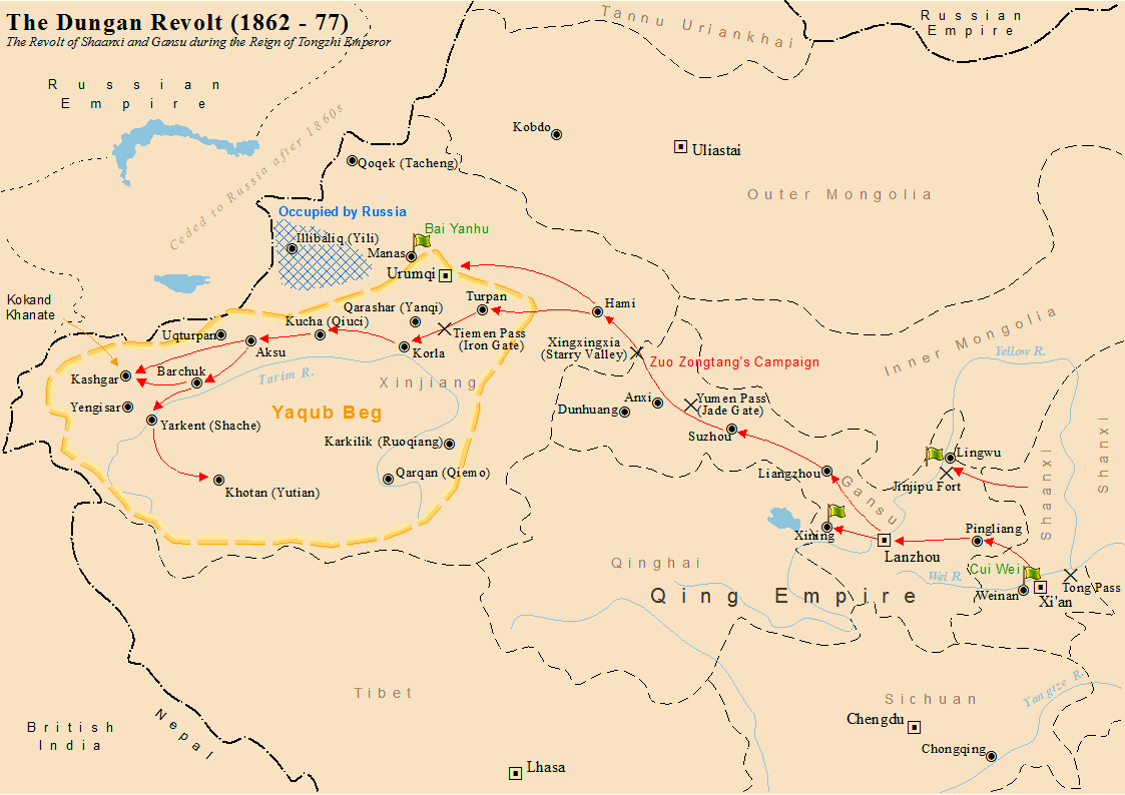
Carte des opérations militaires lors de la révolte des Dounganes

Au printemps 1862, les troupes des Taiping approchent du sud-est du Shaanxi. Les populations chinoises locales, encouragées par le gouvernement Qing, forment des milices Yong Ying pour défendre la région contre les attaquants. Effrayés par les Chinois désormais armés, les musulmans forment leurs propres milices.
Selon certains historiens, la révolte a éclaté en 1862, non pas comme un soulèvement planifié mais comme une succession de bagarres et d'émeutes locales déclenchées par des causes insignifiantes et amplifiées par de fausses rumeurs voulant que les Hui aidaient les rebelles Taiping. Selon certains historiens, l'une des nombreuses rixes et émeutes qui ont contribué à la révolte a été déclenchée par une rixe sur le prix des poteaux de bambou qu'un marchand Han vendait à un Hui. Par la suite, des foules Hui attaquent les Han, et d'autres Hui qui ne se sont pas joints à leur révolte. C'est cette dispute apparemment banale et sans importance qui déclenche une révolte à grande échelle. Cependant, selon les archives historiques de l'époque, les Hui achètent ces poteaux de bambou en grande quantité pour fabriquer des lances, afin d'armer leurs milices d'autodéfense. Les causes de cette rixe sont donc assez floues et confuses, comme la situation. Au début des émeutes, un fonctionnaire mandchou note qu'il y a de nombreux musulmans non rebelles et loyaux aux Qing. Il avertit la cour impériale que l'extermination de tous les musulmans pousserait ceux encore loyaux à soutenir les rebelles et aggraverait encore la situation :
"Parmi les musulmans, il y a certainement des mauvais, mais il y a sans doute aussi de nombreuses personnes pacifiques et respectueuses des lois. Si nous décidons de les détruire tous, nous poussons les bons à se joindre aux rebelles et à nous créer un travail impressionnant et sans fin pour tuer les musulmans",.
Lorsque les émeutes débutent, les forces armées de la dynastie Qing sont occupées à différents points du territoire chinois, ce qui permet à la révolte, qui a débuté au printemps 1862 dans la vallée de la rivière Wei, de s'étendre rapidement à tout le sud-est du Shaanxi. Fin juin 1862, Xi'an est assiégée par les révoltés, jusqu'à ce que le général Dorongga (chinois : 多隆阿) leur inflige une cuisante défaite, qui les oblige à fuir le Shaanxi pour se réfugier au Gansu. Dorangga est ensuite tué au combat en mars 1864 par les rebelles Taiping du Shaanxi.
Certains des rebelles en fuite forment les "Dix-huit Grands Bataillons" dans l'est du Gansu, avec l'intention de se battre pour rentrer chez eux au Shaanxi.
En 1867, le gouvernement Qing envoie au Shaanxi l'un de ses commandants les plus compétents, le général Zuo Zongtang, qui a joué un rôle déterminant dans la répression de la révolte des Taiping. L'approche de Zuo est de pacifier la région en promouvant l'agriculture, en particulier la culture du coton et des céréales, ainsi qu'en soutenant l'éducation confucianiste traditionnelle. En raison de l'extrême pauvreté de la région, Zuo doit compter sur le soutien financier d'autres régions que le nord-ouest de la Chine, ce qu'il a résumé avec la formule "soutenir les armées du nord-ouest avec les ressources du sud-est". Comme cela ne suffit pas, ces opérations militaire sont également financées en contractant les premiers emprunts publics auprès de banques étrangères de l'histoire chinoise.
Avec ces fonds, Zuo lève une puissante armée composée de soldats entrainés et équipés d'armes modernes achetées en Europe, ainsi que d'autres fabriquées en Chine dans l'arsenal de Lanzhou, créé en 1872 sur ordre du général lui-même. Dix mille hommes de l'ancienne armée du Hunan commandés par le général Zeng Guofan, sont envoyés en renfort dans le Shaanxi pour aider le général Zuo, qui a déjà sous ses ordres une armée de 55 000 hommes, lorsque ce dernier se prépare à entamer la reconquête du Gansu.
Pendant ce temps, Ma Hualong, le chef des soufis Jahriyya, qui a le monopole du commerce dans la région, utilise sa fortune pour acheter des armes. Voyant cela, Zuo Zongtang se méfie des intentions de Ma, pensant qu'il veut prendre le contrôle de toute la Mongolie. Mais avant d'attaquer Hualong, il achève de réprimer la révolte dans le Shaanxi et accumule suffisamment de réserves de céréales pour nourrir son armée. Ceci fait, Zuo attaque Ma Hualong et, en septembre 1870, ses troupes atteignent le fief de Ma, la ville de Jinjibao (chinois : 金积堡 ; pinyin : Jinji Bao dans ce qui est alors le nord-est du Gansu,,. Après un siège de seize mois, Ma Hualong est forcé de se rendre en janvier 1871. Zuo condamne Ma et plus de quatre-vingt de ses fonctionnaires à la mort par Lingchi. Des milliers de musulmans sont exilés dans d'autres régions de Chine.
La cible suivante de Zuo est Hezhou, le principal foyer de peuplement Hui à l'ouest de Lanzhou et un point clé sur la route commerciale entre le Gansu et le Tibet. Hezhou est défendu par les troupes Hui de Ma Zhan'ao. Contrairement à Hualong, Zhan'ao est un Khafiyya, qui décide d'adopter une approche pragmatique de la situation. Lorsque la révolte éclate, Ma Zhan'ao fait escorter les Chinois Han en lieu sûr à Yixin, et ne tente pas d'étendre son territoire pendant la révolte. Après avoir repoussé avec succès l'assaut initial de Zuo Zongtang en 1872 et lui avoir infligé de lourdes pertes, Ma Zhan'ao propose de céder son fief aux Qing, et de fournir une assistance à la dynastie pendant toute la durée de la guerre. Ce faisant, il réussit à préserver sa communauté doungane grâce à ses talents de diplomate. En effet, Zuo Zongtang a pacifié d'autres régions en exilant les musulmans locaux, une politique connue sous le nom de "nettoyer (la région) des musulmans" ((zh)), préconisée depuis longtemps par certains responsables. Par contre, dans le Hezhou, ce sont les Han non musulmans que Zuo choisit de relocaliser en récompense de l'aide apportée aux QIng par Ma Zhan'ao et ses troupes musulmanes. Le Hezhou (Linxia) reste encore aujourd'hui une région avec une très forte population musulmane et a obtenu le statut de Préfecture autonome hui de Linxia sous la République Populaire de Chine. D'autres généraux Doungane, dont Ma Qianling et Ma Haiyan, font également défection au profit des Qing, en même temps que Ma Zhan'ao. Le fils de Zhan'ao, Ma Anliang, fait également défection, et leurs soldats Dounganes aident activement les troupes de Zuo Zongtang.
Renforcé par les Dounganes du Hezhou, Zongtang projette d'avancer vers l'ouest le long du corridor du Hexi, en direction du Xinjiang. Cependant, il estime nécessaire de sécuriser d'abord son flanc gauche en prenant Xining, qui non seulement possède une importante communauté musulmane présente de longue date dans la région, mais abrite également de nombreux réfugiés du Shaanxi. Xining tombe après un siège de trois mois à la fin de 1872. Son commandant, Ma Guiyuan, est capturé et ses défenseurs sont tués par milliers. Si la population musulmane de Xining est épargnée, les réfugiés originaires du Shaanxi sont réinstallés sur des terres arables situées dans l'est et le sud du Gansu et isolées des autres régions musulmanes.
Malgré des offres répétées d'amnistie, de nombreux musulmans ont continué à résister à Suzhou (Jiuquan), leur dernier bastion dans le corridor du Hexi, dans l'ouest du Gansu. La ville est sous le commandement de Ma Wenlu et de nombreux Hui originaires du Shaanxi se trouvent également dans la ville. Après avoir sécurisé ses lignes de ravitaillement, Zuo Zongtang assiège Suzhou en septembre 1873 avec 15 000 hommes. La forteresse ne peut pas résister aux canons de siège de Zuo et la ville tombe le 24 octobre . Zuo fait exécuter 7 000 Hui et réinstalle les survivants dans le sud du Gansu, pour s'assurer qu'il n'y ait plus un seul Hui dans tout le corridor du Hexi, empêchant ainsi toute possibilité de collusion future entre les musulmans du Gansu et du Shaanxi et ceux du Xinjiang. Les Han et les Hui fidèles aux Qing ayant récupéré les terres des rebelles Hui du Shaanxi, ces derniers sont réinstallés à Zhanjiachuan dans le Gansu. Le Gansu enfin pacifié, les Qing peuvent se tourner vers le Xinjiang.

#### Au Xinjiang
Avant même le début des révoltes plus à l'est, la situation était particulièrement tendue au Xinjiang. À la suite des différentes révoltes ayant secoué la région, le gouvernement avait augmenté les effectifs des troupes déployées dans la région à environ 50 000 hommes. Des unités mandchoues et han sont donc stationnées dans la province lorsque la révolte commence plus à l'est. Les unités Han ont été principalement recrutées dans le Shaanxi et le Gansu et intègrent un grand nombre de Hui. Si la grande partie des troupes Qing du Xinjiang est en garnison dans les neuf forts de la région de l'Ili, on en trouve dans la plupart des autres villes du Xinjiang.
Le maintien de cette armée implique des coûts bien plus élevés que ce que les taxes locales peuvent fournir, et nécessite des subventions du gouvernement central. Ces subventions s’arrêtent dans les années 1850-60, le gouvernement central ayant besoin de tous ses fonds disponibles pour réprimer toutes les rébellions ayant éclaté en Chine. Les autorités Qing du Xinjiang réagissent en augmentant les impôts existants, en en créant des nouveaux et en vendant des postes officiels aux plus offrants ; les nouveaux titulaires de ces postes récupérant leur investissement en escroquant les populations concernées. L'augmentation des charges fiscales et la corruption ne font qu'ajouter au mécontentement de la population locale, tandis que, malgré toute cette pression fiscale, les soldats Qing du Xinjiang ne sont toujours pas payés à temps ni correctement équipés.
Lorsque la révolte éclate dans le Gansu et le Shaanxi en 1862, des rumeurs se répandent parmi les Hui/Dounganes du Xinjiang, selon lesquelles les autorités Qing se préparent à les massacrer préventivement. Les communautés visées par les massacres varient suivant la région où se répandent les rumeurs et il est difficile de savoir si elles ont un fond de vérité ; mais dans tous les cas, leur effet est dévastateur pour les Qing. En effet, même si ce sont les Dounganes qui, en règle générale, sont les premiers à se révolter, ils sont très vite rejoints par les populations turques locales, à savoir les Tarangchis, les Kirghizes et les Kazakhs.

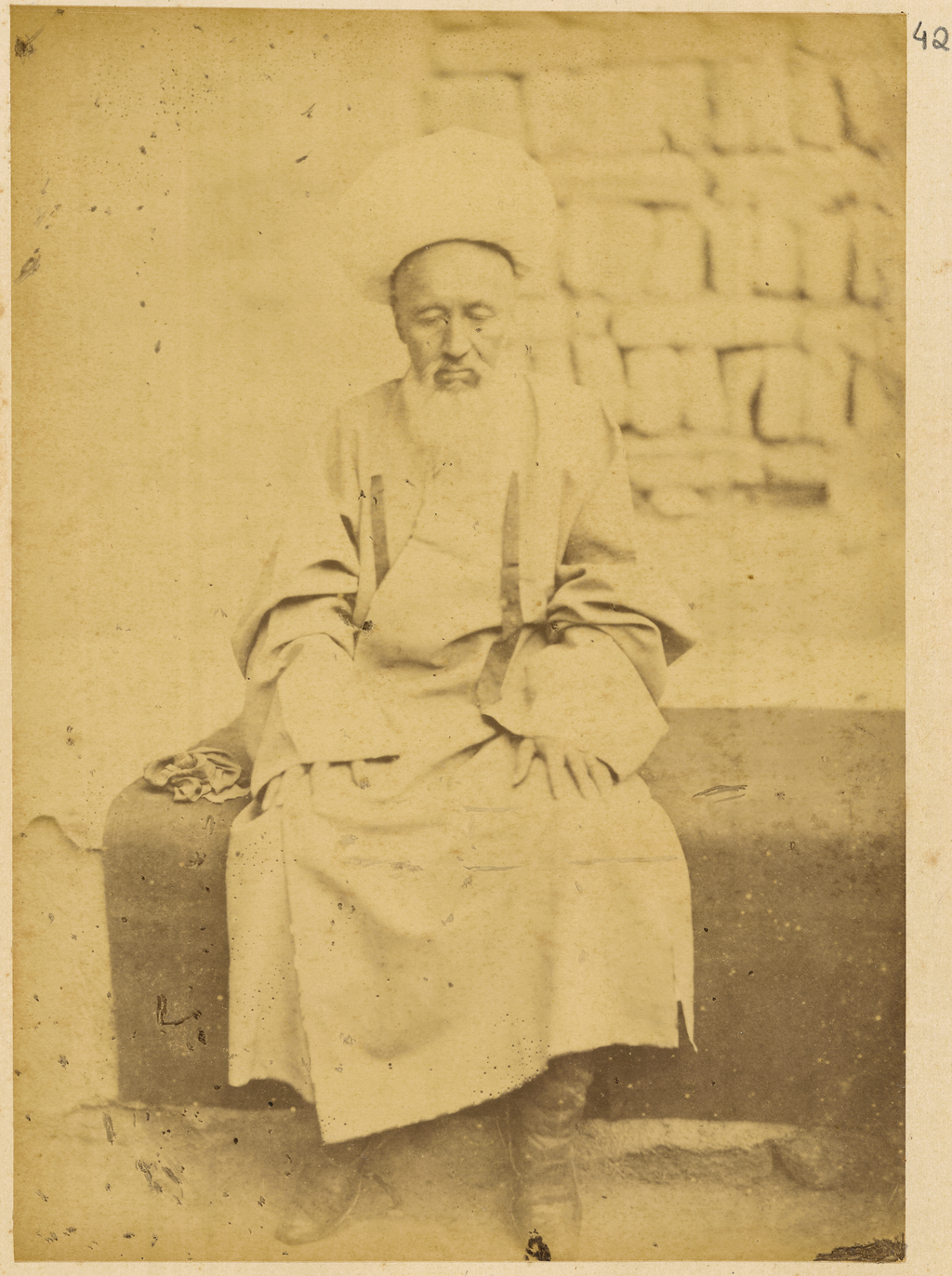
Le responsable d'une mosquée à Hami, 1875.

La première révolte, qui éclate le 17 mars 1863 dans le village de Sandaohe, est rapidement réprimée et les révoltés massacrés par les soldats des garnisons locales. Par contre, la seconde révolte embrase trois circuits de manière quasi simultanée et échappe très vite à tout contrôle.
Dans la nuit du 3 au 4 juin 1864, les Dounganes de Kucha se soulèvent et sont bientôt rejoints par la population turque locale. Le fort de la ville tombe en quelques jours, les bâtiments officiels sont brûlés et quelque 1000 Hans et 150 Mongols sont tués. Pour diriger la révolte, les chefs des communautés Dounganes et Turques choisissent une personne apte à fédérer les diverses communautés, le derviche Rashidin (Rashīdīn) Khoja. Au cours des trois années suivantes, il lance des expéditions militaires à l'est et à l'ouest pour tenter de prendre le contrôle de l'ensemble du bassin du Tarim.
Les soldats Dounganes de la garnison d'Ürümqi se rebellent le 26 juin 1864, juste après avoir appris la nouvelle de la révolte de Kucha. De grandes parties de la ville sont détruites, les entrepôts de thé brûlés et la forteresse mandchoue assiégée. Les rebelles d'Ürümqi avancent ensuite vers l'ouest à travers ce qui est aujourd'hui la Préfecture autonome hui de Changji, prenant les villes de Manas le 17 juillet (si la ville tombe le 17 juillet, le fort de la cité ne tombe que le 16 septembre) et de Wusu le 29 septembre. Le 3 octobre 1864, la forteresse d'Ürümqi tombe aux mains des rebelles. Suivant un schéma qui va se répéter dans d'autres forts de la région, Pingžui, le commandant de la garnison, préfère faire exploser sa poudre à canon, se suicider et tuer sa famille, plutôt que de se rendre.
le 26 juillet 1864, les Dounganes de la garnison de Yarkand se révoltent à leur tour. Leur première attaque contre le fort, situé à l'extérieur de la ville, échoue mais coûte la vie à 2 000 soldats Qing et à leurs familles. Le matin, les Dounganes entrent dans la ville musulmane, où quelque 7 000 Hans sont convertis de force à l'Islam ou massacrés. Les Dounganes étant en infériorité numérique par rapport aux populations turques locales, ils choisissent comme dirigeant un certain Ghulam Husayn, qui a l'avantage d’être neutre par rapport aux différentes factions de la rébellion. Théoriquement Padichah de Yarkand, il est en réalité un homme de paille aux ordres des Dounganes.
Au début de l'automne 1864, c'est au tour des Dounganes du bassin de l'Ili de se révolter. Le général de la vallée de l'Ili, Cangcing (chinois : 常清 ; pinyin : Cháng Qīng), est renvoyé par le gouvernement Qing après sa défaite contre les rebelles à Wusu. Mingsioi, son remplaçant, tente de négocier avec les révoltés, mais en vain. Le 10 novembre 1864, les Dounganes se soulèvent à la fois à Ningyuan et à Huiyuan. Les Taranchis, un peuple turc vivant à Kulja, rejoignent la révolte, vite suivis par les Kazakhs et les Kirghizes. Inversement, les Kalmouks bouddhistes et les Xibes restent pour la plupart fidèles aux Qing.
Le Xian de Ningyuan tombe immédiatement aux mains des rebelles, mais ces derniers sont repoussés par Mingsioi lorsqu'ils tentent de s'emparer de Huiyuan. Fort de sa victoire, le général mandchou tente une contre-offensive, qui échoue. Les troupes impériales perdent leur artillerie et Mingsioi manque de peu d’être capturé. Avec la chute de Wusu et Aksu, la garnison Qing, retranchée dans la forteresse Huiyuan, est complètement coupée du reste de la Chine, ce qui oblige Mingsioi à envoyer ses communications à Pékin via la Russie. Pendant ce temps, la révolte continue de s'étendre dans la partie nord de la Dzoungarie. Ainsi, en 1865, la ville de Tacheng (Tchougouchaque) est successivement prise puis perdue par les rebelles. À l'automne 1865, lorsque les Qing achèvent de reprendre le contrôle de la ville, la cité n'est plus qu'un champ de ruines déserté par ses habitants.

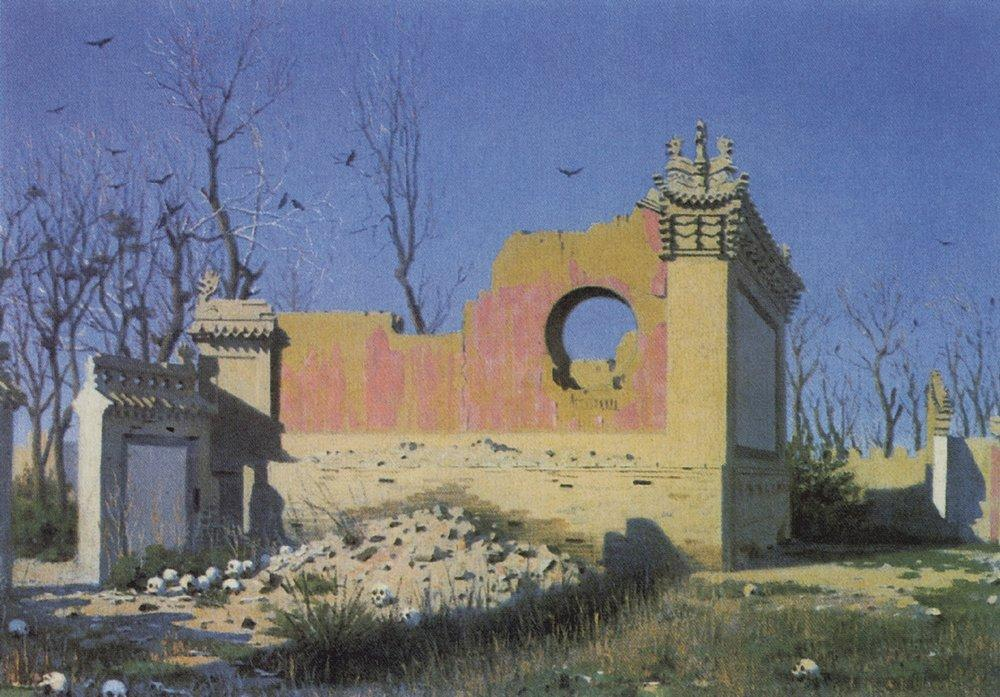
Ruines du théâtre de Chuguchak, tableau de Vassili Verechtchaguine (1869-70)

À ce stade, aussi bien le gouvernement central de Pékin que les responsables locaux assiégés dans Kulja demandent l'aide des Russes contre les rebelles, les premiers via l'envoyé russe à Pékin, et les seconds par l'intermédiaire du commandant russe de Semirechye. Les Russes répondent en 1865 de manière évasive a cette demande, en acceptant de former des soldats chinois en Sibérie, si les Qing en envoient, et de vendre à crédit quelques céréales aux défenseurs de Kuldja. En effet, les Russes ne veulent pas vexer la Chine, mais ils ne veulent pas non plus donner des raisons aux musulmans de Russie de se rebeller en s'engageant directement dans la lutte contre les Dounganes. Enfin, si jamais les Hui réussissent à créer un État indépendant, aider les Qing reviendrait à se créer un nouvel ennemi sur une frontière lointaine. La principale priorité du gouvernement russe reste de surveiller sa frontière avec la Chine et d'empêcher toute possibilité de propagation de la révolte en Russie. Considérant que la meilleure défense, c'est l'attaque, en février 1865, Kolpakovsky suggère à ses supérieurs de traverser la frontière et de s'installer en force dans la zone frontalière du Xinjiang ; puis de s'emparer des régions de Tchougouchaque, Kuldja et Kachgar. Celles-ci pourraient ensuite être occupées par des colons russes, tout cela pour mieux protéger les autres domaines de l'empire des Romanov. Le ministre des affaires étrangères Gorchakov balaye ce plan d'un revers de la main, arguant qu'une telle violation de la neutralité russe ne serait pas une bonne chose si la Chine finissait par récupérer ses provinces rebelles.
Pendant ce temps, les forces Qing de la vallée de l'Ili finissent d’être balayées par les rebelles. En avril 1865, la forteresse de Huining (惠宁), située entre Yining et Huiyuan), tombe aux mains des rebelles après un siège de trois mois. Les 8 000 défenseurs sont massacrés, sauf deux survivants qui, avec les oreilles et le nez coupés, sont envoyés à Huiyuan, le dernier bastion Qing dans la vallée, pour annoncer au gouverneur général le sort de Huining. Le 3 mars 1866, Huiyuan tombe à son tour. Lorsque les rebelles entrent dans la citadelle, Mingsioi réunit sa famille et son personnel dans son manoir, et le fait sauter, mourant sous ses ruines. Dès lors, la région échappe totalement au contrôle de Pékin

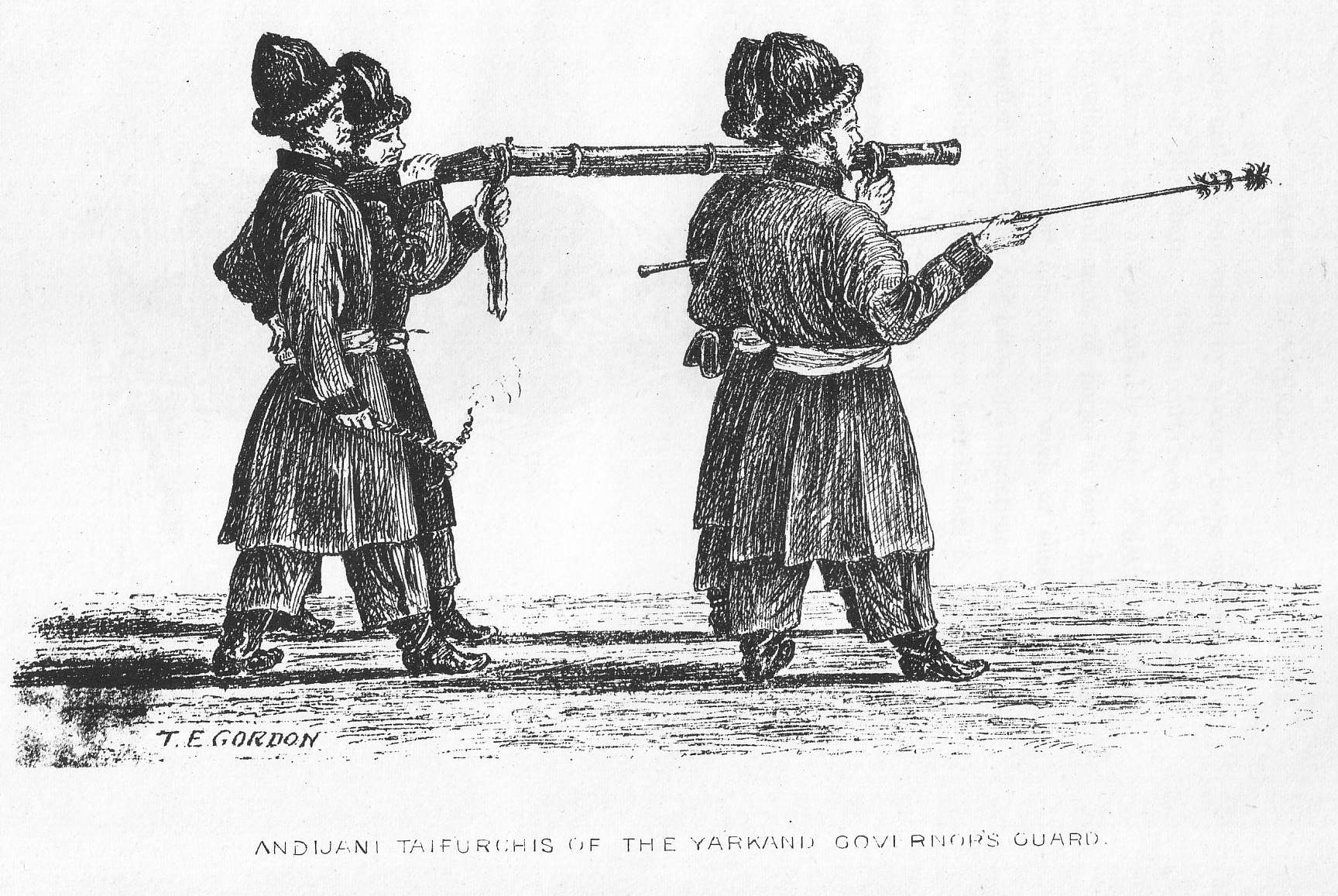
Les Andijani 'taifukchi' (artilleurs) de Yakub Beg - mal orthographié taifurchi sur la photo.

Pendant ce temps, les rebelles piétinent dans la région de Kashgar. En effet, s'ils ont réussi à s'emparer de Yangihissar, les Dounganes n'arrivent pas à s'emparer des forts mandchous situés à l'extérieur de Yangihissar et de Kashgar, ni de la ville fortifiée de Kashgar elle-même, qui est tenue par Qutluq Beg, un représentant musulman local des Qing. Incapables de prendre le contrôle de la région par leurs propres moyens, les rebelles se tournent vers le dirigeant du Khanat de Kokand, Alim Quli, pour obtenir de l'aide. Cette aide est arrivée au début de 1865 en la personne de Buzurg Khoja, un chef spirituel de l'influente famille Afaqi de la communauté khojas,et de Yaqub Beg, un jeune mais déjà bien connu commandant militaire kokandien. Ces deux hommes sont accompagnés de quelques dizaines de soldats kokandiens, rapidement connus sous le nom d' Andijani. Même si les Kirghizes de Siddiq Beg ont déjà pris la ville musulmane de Kashgar lorsque ces renforts arrivent, ils doivent laisser le khoja s'installer dans la résidence de l'ancien gouverneur (l'urda), puis accepter, par la force, l'autorité de Yaqub.
L'armée de Yaqub Beg est de petite taille mais relativement bien entraînée et disciplinée. Elle se compose de Dounganes locaux, de Turcs kachgares (les Ouïghours actuels), de leurs alliés kirghizes, des Kokandiens arrivés avec Yaqub, ainsi que de quelque 200 soldats envoyés par le dirigeant du Badakhshan. Avec ces troupes, Yaqub réussit non seulement à prendre la forteresse mandchoue et la ville chinoise de Kashgar en 1865, mais aussi à vaincre une force beaucoup plus importante envoyée par Rashidin de Kucha, qui cherche également à prendre le contrôle de la région du bassin du Tarim.
Alors qu'Yaqub Beg affirme son autorité sur la Kasgharie, la situation du Khanat de Kokand change radicalement. En mai 1865, Alim Quli perd la vie alors qu'il défend Tachkent contre les Russes. Beaucoup de ses soldats préfèrent fuir vers la sécurité relative de la Kasgharie et arrivent aux frontières du domaine de Yaqub Beg au début du mois de septembre 1865. En plus de ces renforts imprévus venant de Kokand, Yaqub bénéfice de l'aide de guerriers afghans. Lorsqu'il apprend ce qu'il se passe au Kokand, Yaqub envisage de fournir de l'aide aux Kokandiens, mais renonce pour éviter d'attiser l'animosité de la Russie. En effet, une intervention russe en Kachgarie aurait ruiné ses plans.
Il préfère donc proclamer son indépendance en 1866, en fondant l'Émirat de Kachgarie ; un État dont l'indépendance n'est reconnue que par l'Empire britannique, l'Empire russe et l'Empire ottoman. Les diplomates britanniques Robert Barkley Shaw et Thomas Douglas Forsyth se rendent tous deux à Kachgar, le premier en 1868 et le second en 1870, ce qui suscite l'intérêt des Britanniques pour le régime de Yaqub Beg. Ces derniers concluent un traité commercial avec l'émir en 1874, tandis que les Ottomans lui livrent des milliers d'armes. Cependant, la diplomatie du nouvel émir trouve rapidement ses limites, car aucun de ses nouveaux partenaires étranger ne s'engage concrètement à ses côtés pour lutter contre la Chine.
Au niveau intérieur, sa situation se dégrade, car, très vite, Yaqub Beg devient impopulaire au sein des populations locales, une situation résumée ainsi par un Kachgarien, un guerrier et fils d'un chef de tribu : "Pendant le règne chinois, il y avait tout, maintenant il n'y a plus rien." Il y a également une chute des échanges commerciaux.
Les Ouïghours de l'Altishahr voient rapidement Yaqub Beg comme un étranger arrivé de Kokand et non comme un frère d'arme, les Kokandiens de sa suite se comportant comme des brutes envers les Ouïghours. Un poème anti Yaqub Beg écrit par les Ouïghours durant le règne de ce dernier dit ceci,:
De Pékin, les Chinois sont venus, comme des étoiles dans le ciel.
Les Andijanis se levèrent et s'enfuirent, comme des cochons dans la forêt.
Ils sont venus en vain et sont partis en vain, les Andijanis !
Ils sont partis effrayés et langoureusement, les Andijanis !
Chaque jour, ils prenaient une vierge.
Ils sont partis à la chasse aux beautés.
Ils jouaient avec les garçons qui dansaient,
Ce que la Sainte Loi a interdit.
De plus, l'unité des rebelles fini par voler en éclats, les Hui et les peuples turcs entrant en conflit les uns avec les autres. La situation s'envenime au point qu'Yaqub Beg déclare un djihad contre les rebelles Hui/Doungane de Tuo Ming (alias Daud Khalifa). Des combats éclatent entre rebelles Dounganes et soldats Kokandis dans le Xinjiang, tandis que des milices chinoises en révolte contre les Qing rejoignent indistinctement l'un ou l'autre des deux camps. Yaqub Beg inflige une cuisante défaite à Tuo Ming en 1870, lors de la bataille d'Urumqi,. Vaincus, les Dounganes sont déplacés de force au nord du Tian Shan, et sont victimes de massacres.
À la fin des années 1870, après avoir achevé de pacifier le Shaanxi et le Gansu, les Qing entament la reconquête du Xinjiang. C'est de nouveau Zuo Zongtang qui se retrouve chargé des opérations de pacification. Il a sous ses ordres le général Liu Jintang, d'origine chinoise et Jin Shun, d’origine mandchoue. Lorsque Zongtang arrive dans le Xinjiang, il est rejoint par le général Doungane Ma Anliang et le général Dong Fuxiang.
En août 1876, les Chinois arrivent à Ürümqi. La ville se rend rapidement et la garnison est massacrée. Le 6 novembre, c'est la ville de Manas qui tombe, une prise suivie de nouveaux massacres. L'armée Qing établit probablement son quartier général à Gucheng, à environ 160 km à l'est d'Ürümqi. À cette date, l'armée chinoise compte environ 60 000 hommes ; tous équipés d'armes modernes et entraînés par des officiers français et allemands.
En septembre 1876, Yaqub apprend qu'une armée chinoise se trouve à 1 100 km à l'est de sa position. Après avoir passé l'hiver à faire des préparatifs, il arrive à Tourfan en février 1877. Le moral de ses troupes est bas, les désertions se multiplient et Yakub a peu d'espoir de victoire. Au printemps, les Chinois attaquent le fort de Davanchi, pendant que Chang Yao marche depuis Hami et prend Pichuan à 80 km à l'est de Tourfan. Yaqub combat les Chinois et est vaincu près de Tourfan, puis à Toksun. Il se retire alors à Karashar, où il reste quelques jours avant de partir pour Korla. Ce repli achève de démoraliser ses troupes et il y a beaucoup de désertions au sein de son armée. En avril ou mai, Yaqub rencontre Nikolaï Prjevalski près de Korla. En mai 1877, Yaqub Beg meurt près de Korla, peut-être assassiné.
Pendant ce temps, les troupes Qing continuent leur reconquête du Xinjiang. En octobre, Jin Shun reprend sa marche en avant et ne rencontra aucune opposition sérieuse. lorsque le général Zuo arrive devant les murs d'Aksu, la forteresse protégeant la frontière est de la Kashgarie, le commandant de la place abandonne immédiatement son poste. L'armée Qing marche ensuite sur Uqturpan, qui se rend également sans coup férir. Début décembre, toutes les troupes Qing lancent leur ultime attaque contre Kachgar, dernier bastion de l'émirat. Les troupes rebelles sont vaincues et les survivants s'enfuient en territoire russe. La reconquête du Xinjiang par les Qing est alors achevée. Aucune autre révolte n'a eu lieu et les autorités Qing commencent à reconstruire et réorganiser la région, qui devient la province du Xinjiang en 1884.
Finalement, cette révolte a fait plusieurs millions de victimes.

### Autres révoltes
Si la révolte des Panthay et celle des Dounganes ont ensanglanté la Chine, les musulmans vivant dans d'autres régions de la Chine historique, qui ne se sont pas révoltés, n'ont pas été victimes de massacres. Il a été rapporté que les villages musulmans de la province du Henan, qui se trouve à côté du Shaanxi, n'ont pas du tout été touchés et que les relations entre Han et Hui se sont poursuivies normalement. De même les Hui de Pékin n'ont pas subi les conséquences de la révolte des Dounganes.
Elisabeth Allès a écrit que les relations entre les Hui et les Han se poursuivent normalement dans la région du Henan, malgré les rébellions musulmanes qui éclatent dans d'autres régions. Allès a écrit dans le document "Notes sur certaines relations plaisantes entre les villages Hui et Han du Henan" publié par le Centre français de recherche sur la Chine contemporaine que "Les grandes révoltes musulmanes du milieu du XIXe siècle qui ont impliqué les Hui du Shaanxi, du Gansu et du Yunnan, ainsi que les Ouïghours du Xinjiang, ne semblent pas avoir eu d'effet direct sur cette région (le Henan) de la plaine centrale".
Dans leurs combats contre les rebelles, les Qing utilisent à leur profit le conflit sans fin existant entre les Jahriyya et les Khafiyya. La plupart des rebelles étant des Jahriyya, lorsque les Qing arrivent, de nombreux musulmans soufis Khafiyya, comme Ma Zhan'ao, Ma Anliang, Dong Fuxiang, Ma Qianling et Ma Julung, font défection au profit des Qing et aident le général Zuo Zongtang à exterminer les rebelles. Finalement, ces seigneurs de guerre Hui et pro-Qing accèdent au pouvoir dans la région, grâce à leur combat contre les Jahriyya. Et, lorsqu'en 1895, une nouvelle révolte des Dounganes éclate, ce sont les fils des chefs de guerre musulmans de 1877 qui aident les Qing à écraser ces nouveaux rebelles. Il faut noter que la révolte de 1895 est similaire à celle de 1781, en ce sens qu'elle aussi commence par des affrontements entre différentes factions musulmanes ; factions qui tentent, en vain, de régler le problème en ayant recours au système juridique chinois avant de recourir à la violence.
Une armée musulmane appelée les "Braves de Kansu", dirigée par le général Dong Fuxiang, combat pour la dynastie Qing contre les étrangers pendant la rébellion des Boxers. On trouve dans les rangs de ces "Braves" des généraux bien connus comme Ma Anliang, Ma Fulu et Ma Fuxiang.
Lorsque la révolution Xinhai de 1911 éclate, la communauté musulmane Hui est divisée sur la question du soutien à lui apporter. C'est ainsi que les Hui du Shaanxi soutiennent les révolutionnaires, tandis que ceux du Gansu sont pro-Qing. Les Hui de Xi'an (Shaanxi) rejoignent les révolutionnaires chinois Han en massacrant la totalité des 20 000 Mandchous de la ville,,. Seuls quelques riches Mandchous qui ont été rançonnés et des femmes mandchoues ont survécu. Tandis que les riches Chinois s'emparent des jeunes filles mandchoues pour en faire leurs esclaves, les soldats chinois pauvres capturent des jeunes femmes mandchoues pour en faire leurs épouses. De jeunes et jolies jeunes filles mandchoues ont également été saisies par les musulmans Hui de Xi'an pendant le massacre et élevées en tant que musulmanes. Les Hui du Gansu, eux, dirigés par le général Ma Anliang, se rangent du côté des Qing et se préparent à attaquer les révolutionnaires anti-Qing de Xi'an.

## Culture

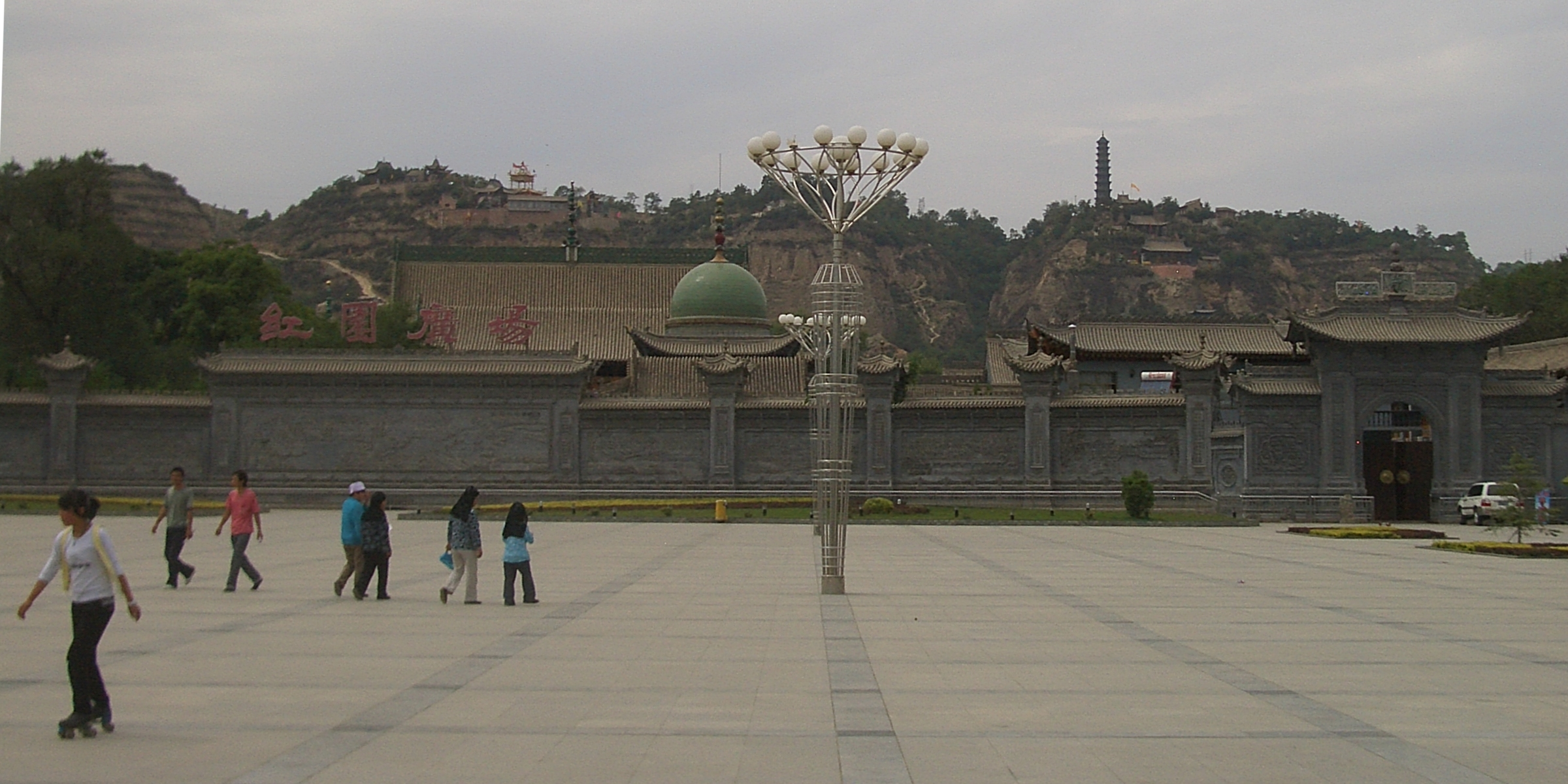
Le dôme du Gongbei (sanctuaire) de Qi Jingyi, vu depuis le mur du parc Hongyuan à Linxia

Sous la dynastie Qing, les musulmans ont de nombreuses mosquées dans les grandes villes chinoises, avec des mosquées particulièrement importantes à Pékin, Xi'an, Hangzhou, Guangzhou, et certains autres endroits ; en plus de celles des régions a majorité musulmanes dans l'ouest du pays. L'architecture de ces mosquées et généralement de style chinois traditionnel, avec des inscriptions en arabe. De nombreux musulmans occupent des postes gouvernementaux, y compris des postes importants, notamment dans l'armée.
Les Qing mettent les civils Han et Hui dans la même catégorie juridique. C'est ainsi que les Han et les Hui sont déplacés à l'extérieur de la ville fortifiée de Pékin au début de la dynastie, seuls les soldats des bannières pouvant résider à l'intérieur de la ville fortifiée.
Les origines des Hui d'Ürümqi est souvent indiquée par le nom de leurs mosquées.

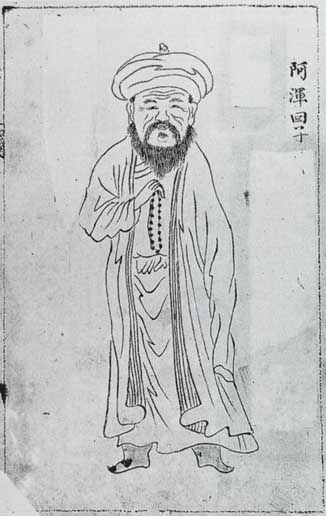
Peinture représentant un musulman chinois, sous la dynastie Qing.

Le soufisme s'est répandu dans le nord-ouest de la Chine durant les premières décennies de la dynastie Qing, soit du milieu du XVIIe siècle au début du XVIIIe siècle, lorsque les voyages entre la Chine et le Moyen-Orient sont devenus un peu plus faciles. Parmi les ordres soufis que l'on trouve en Chine, on trouve le Kubrawiyya, le Naqshbandiyya et le Qadiriyya. Le Naqshbandiyya s'est répandu en Chine via le Yémen et l'Asie centrale,. La plupart des activités de prosélytisme islamique ont eu lieu au sein même de la communauté musulmane, entre différentes sectes et ne visent pas les non-musulmans. Les prosélytesi cherchant à convertir d'autres musulmans à leur secte comprennent des personnes comme Qi Jingyi, Ma Mingxin, Ma Qixi et Ma Laichi. Certains ordres soufis chinois portent des coiffures distinctives, dont un dont les adeptes arborent un chapeau à six coins,. Les ordres soufis (menhuan) les plus importants en chine sont :
- Le Qadiriyya, établi en Chine par l'intermédiaire de Qi Jingyi (祁静一), également connu sous le nom de Hilal al-Din (1656-1719). Jingyi fut un élève des célèbres professeurs soufis d'Asie centrale, Khoja Afaq et Koja Abd Alla. Il était connu parmi les soufis Hui sous le nom de Qi Daozu (Grand Maître Qi). Le complexe de sanctuaires situé autour du "grand tombeau" (Da Gongbei) à Linxia reste le centre du Qadiriyya en Chine.
- Le Khafiyya: un ordre soufi affilié à la tariqa Naqshbandiyya, établi en Chine par Ma Laichi (1681–1766).
- Le Jahriyya : un autre ordre soufi affilié à la tariqa Naqshbandiyya, fondé par Ma Mingxin (1719–1781).

Les soufis hui chinois ont développé un nouveau type d'organisation appelé le menhuan, centré sur une lignée de maîtres soufis,.
Le savant musulman hui Liu Zhi a écrit sur le soufisme en chinois et a traduit les écrits soufis à partir de leur langue d'origine,. Le savant musulman hui Wang Daiyu a utilisé les terminologies confucéenne, taoïste et bouddhiste dans ses écrits sur l'islam. Liu Zhi et Wang Daiyu étaient tous deux des musulmans Gedimu (non soufis) et ont fait valoir que les musulmans pouvaient être fidèles à la fois au mandat du ciel et à Allah, justifiant ainsi l'obéissance des musulmans au gouvernement Qing, puisque le mandat du ciel dans ce monde reflète Allah. Les écrits de Liu Zhi et de Wang Daiyu ont été intégrés au Han Kitab, un texte voulant constituer une forme de syncrétisme de l'islam et du confucianisme, en utilisant la terminologie confucéenne pour expliquer l'islam. Liu Zhi a rencontré le vice-ministre du Conseil de guerre et s'est entretenu avec lui au sujet de l'islam. Il a réussi à le convaincre que les principes confucéens sont soutenus par l'islam, de sorte qu'il ne devait pas être considéré comme hérétique. Liu Zhi a utilisé le néoconfucianisme dans son ouvrage sur l'islam intitulé "La philosophie de l'Arabie". Dans une préface qu'il a rédigé pour ce livre, le vice-ministre du Conseil des Biens,qui n'est pas musulman, a écrit que le livre "illumine" le confucianisme, alors que celui-ci était en contradiction avec le bouddhisme et le taoïsme.

## Migrations
Les Chin Haw (en) sont un groupe d'immigrants chinois qui sont arrivés en Thaïlande via la Birmanie ou le Laos. La plupart d'entre eux sont originaires du Yunnan et environ un tiers d'entre eux sont musulmans.
Au XIXe siècle, des Chinois musulmans font partie des premiers musulmans à arriver en Nouvelle-Zélande. Il s'agit de chercheurs d'or qui arrivent en 1868 pour travailler dans les champs aurifères de Dunstan à Otago.

## Activités missionnaires chrétiennes

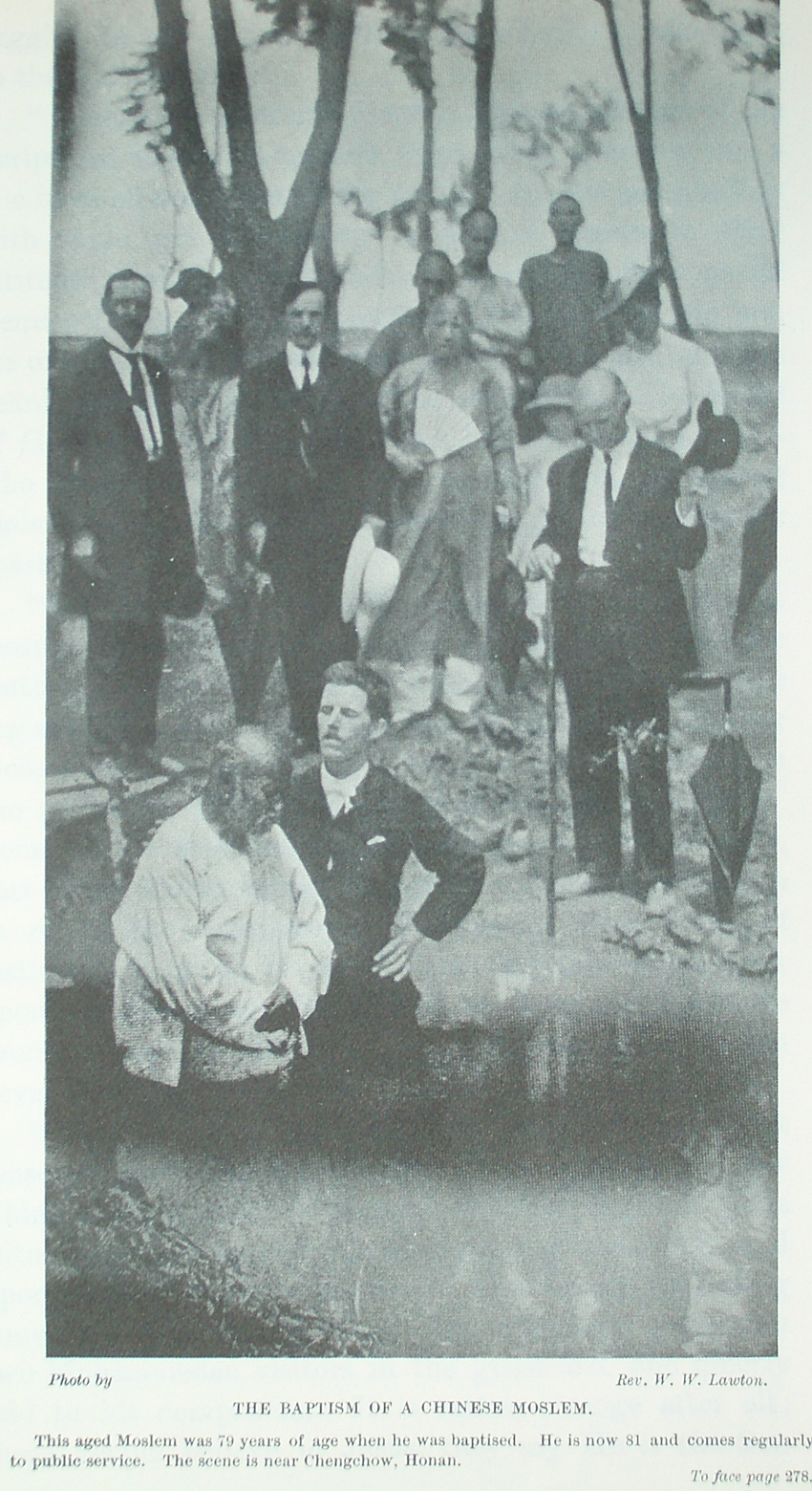
Missionnaires chrétiens en train de baptiser un Chinois musulman de 79 ans. (Au plus tard en 1908).

Lorsque la présence de missionnaires chrétiens affiliés à divers courants, augmente en Chine après les guerres de l'opium, ces derniers s'intéressent à la conversion des musulmans chinois au christianisme. Une quantité importante de recherches a été consacrée au "problème" musulman, comme l'a appelé le Marshall Broomhall, mais leurs efforts n'ont pas abouti à des conversions à grande échelle.
Dans les "lois fondamentales" de la Chine, une section est intitulée "Sorciers, sorcières et toutes les superstitions, interdites". En 1814, l'empereur Jiaqing, en 1814, ajoute une sixième clause dans cette section, qui fait référence au christianisme. Elle est modifiée en 1821 et imprimée en 1826 par l'empereur Daoguang. Cette clause condamne à mort les Européens pour avoir répandu le christianisme parmi les Chinois Han et les Mandchous. Les chrétiens qui ne se repentent pas de leur conversion sont envoyés dans les villes musulmanes du Xinjiang, pour être donnés comme esclaves aux chefs et aux beys musulmans.